# Bardiani Valvole-CSF Inox/Saison 2013
Dieser Artikel listet Erfolge und Fahrer des Radsportteams Bardiani Valvole-CSF Inox in der Saison 2013 auf.

## Erfolge in der UCI WorldTour
In der Saison 2013 gelangen dem Team nachstehende Erfolge in der UCI WorldTour.
| Datum  | Rennen                  | Sieger           |
| ------ | ----------------------- | ---------------- |
| 7. Mai | 4. Etappe Giro d’Italia | Enrico Battaglin |

## Erfolge in der UCI America Tour
In der Saison 2013 gelangen dem Team nachstehende Erfolge in der UCI America Tour.
| Datum      | Rennen                     | Kat. | Fahrer       |
| ---------- | -------------------------- | ---- | ------------ |
| 22. Januar | 2. Etappe Tour de San Luis | 2.1  | Sacha Modolo |

## Erfolge in der UCI Asia Tour
In der Saison 2013 gelangen dem Team nachstehende Erfolge in der UCI Asia Tour.
| Datum    | Rennen                          | Kat. | Sieger       |
| -------- | ------------------------------- | ---- | ------------ |
| 7. Juli  | 1. Etappe Tour of Qinghai Lake  | 2.HC | Sacha Modolo |
| 10. Juli | 4. Etappe Tour of Qinghai Lake  | 2.HC | Sacha Modolo |
| 14. Juli | 8. Etappe Tour of Qinghai Lake  | 2.HC | Sacha Modolo |
| 16. Juli | 9. Etappe Tour of Qinghai Lake  | 2.HC | Sacha Modolo |
| 18. Juli | 11. Etappe Tour of Qinghai Lake | 2.HC | Sacha Modolo |
| 19. Juli | 12. Etappe Tour of Qinghai Lake | 2.HC | Sacha Modolo |

## Erfolge in der UCI Europe Tour
In der Saison 2013 gelangen dem Team nachstehende Erfolge in der UCI Europe Tour.
| Datum      | Rennen                     | Kat. | Fahrer           |
| ---------- | -------------------------- | ---- | ---------------- |
| 21. August | 2. Etappe Tour du Limousin | 2.1  | Andrea Pasqualon |
| 22. August | Coppa Bernocchi            | 1.1  | Sacha Modolo     |
| 31. August | Memorial Marco Pantani     | 1.1  | Sacha Modolo     |

## Zugänge – Abgänge
| Zugänge             | Team 2012          | Abgänge            | Team 2013                   |
| ------------------- | ------------------ | ------------------ | --------------------------- |
| Filippo Fortin      | Team Type 1-Sanofi | Domenico Pozzovivo | AG2R La Mondiale            |
| Enrico Barbin       | Neoprofi           | Gianluca Brambilla | Omega Pharma-Quick Step     |
| Nicola Boem         | Neoprofi           | Omar Lombardi      | Utensilnord Ora24.eu        |
| Francesco Bongiorno | Neoprofi           | Filippo Savini     | Ceramica Flaminia-Fondriest |
| Donato De Ieso      | Neoprofi           | Paolo Locatelli    | Marchiol-Emisfero-Site      |
| Edoardo Zardini     | Neoprofi           |                    |                             |

## Mannschaft
| Name                   | Geburtstag         | Nationalität |              |
| ---------------------- | ------------------ | ------------ | ------------ |
| Enrico Barbin          | 4. März 1990       | Italien      |              |
| Enrico Battaglin       | 17. November 1989  | Italien      |              |
| Nicola Boem            | 27. September 1989 | Italien      |              |
| Francesco Bongiorno    | 1. September 1990  | Italien      |              |
| Marco Canola           | 26. Dezember 1988  | Italien      |              |
| Sonny Colbrelli        | 17. Mai 1990       | Italien      |              |
| Marco Coledan          | 22. August 1988    | Italien      |              |
| Donato De Ieso         | 27. Februar 1989   | Italien      |              |
| Christian Delle Stelle | 4. Februar 1989    | Italien      |              |
| Andrea Di Corrado      | 13. August 1988    | Italien      |              |
| Filippo Fortin         | 1. Februar 1989    | Italien      |              |
| Stefano Locatelli      | 26. Februar 1989   | Italien      |              |
| Sacha Modolo           | 19. Juni 1987      | Italien      |              |
| Angelo Pagani          | 4. August 1988     | Italien      |              |
| Andrea Pasqualon       | 2. Januar 1988     | Italien      |              |
| Stefano Pirazzi        | 11. März 1987      | Italien      |              |
| Edoardo Zardini        | 2. November 1989   | Italien      |              |
| Stagiaires             | Stagiaires         | Nationalität | Nationalität |
| Nicola Ruffoni         | Nicola Ruffoni     | Italien      |              |